# 台北市承天宮
台北市承天宮全名為財團法人台北市承天宮，位於台灣台北市臥龍街，為主祀關公之道教廟宇。該廟宇興建於1969年，為位於台北信義區的道教廟宇。另外，該廟宇的組織型態為財團法人制，祭典日期則是每年農曆之六月廿四。